# Kyndbyværket (dokumentarfilm)
Kyndbyværket er en dansk dokumentarfilm fra 1951 instrueret af Ove Sevel efter eget manuskript.

## Handling
En film om Kyndbyværket, der er beliggende ved Isefjorden i Hornsherred. Det blev idriftsat i 1940 og siden udvidet for Marshall-penge.